# Mistrzostwa Europy w curlingu
Mistrzostwa Europy w curlingu rozegrano po raz pierwszy w dniach 11-14 grudnia 1975 roku w Megève we Francji. Kobiety i mężczyźni rozgrywają turniej w tym samym miejscu i czasie - pod koniec listopada. Do 2012 zawody odbywały się na początku grudnia.
Z powodu dużej ilości zgłoszonych drużyn w 1981 roku podzielono rywalizację na grupę A i B. Na początku reprezentacje losowo przydzielano do danej grupy. Później w grupie A rywalizowały lepsze drużyny a w B gorsze. W rywalizacji grupy A uczestniczy 10 zespołów, w grupie B kobiet występuje również 10 drużyn, w konkurencji mężczyzn 16 ekip podzielonych na dwie podgrupy. W 2010 dodano grupę C, gdzie grają najsłabsze, powracające i debiutujące reprezentacje. Turniej tej C odbywa się na początku sezonu w okolicach przełomu września i października w innym miejscu niż turniej grudniowy (A, B).
Dwie ostatnie drużyny grupy A spadają do grupy B, dwie najlepsze z grupy B dostają się do A. Podobnie sytuacja wygląda w dywizji C, przy czym awansujące zespoły uczestniczą jeszcze w tym samym roku w rozgrywkach grupy B.
Turniej stanowi eliminacje do mistrzostw świata kobiet i mężczyzn. Awans na mistrzostwa świata zależnie od miejsca ich rozgrywania przypada reprezentacjom kończącym rywalizację na miejscach 1-6/7. Zespoły zajmujące miejsca 7. lub 8. rywalizują w meczu barażowym do dwóch wygranych z triumfatorem grupy B.

## Kobiety

### Wyniki
| Rok  | Kraj                     | Miasto                 | Liczba drużyn | Złoto | Srebro                                                                                                 | Brąz |
| ---- | ------------------------ | ---------------------- | ------------- | --- | --- | --- |
| 1975 | Francja                  | Megève                 | 7             | Szkocja · Betty Law, Jessie Whiteford, Beth Lindsay, Isobel Ross                                             | Szwecja · Elisabeth Branäs, Eva Rosenhed, Britt-Marie Lundin, Anne-Marie Ericsson                      | Szwajcaria · Berty Schriber, Marcelle Muheim, Madeleine Buffoni, Liselotte Schriber                                                                    |
| 1976 | RFN (formalny gospodarz) | Berlin Zachodni        | 8             | Szwecja · Elisabeth Branäs, Elisabeth Högström, Eva Rosenhed, Anne-Marie Ericsson                            | Francja · Paulette Delachat, Suzanne Parodi, Erna Gay, Francoise Duclos                                | Anglia · Connie Miller, Susan Hinds, Christine Black, Faeda Fischer · Szkocja · Sandra Souh, Sheena Hay, Margareth Ross, Elisabeth Manson              |
| 1977 | Norwegia                 | Oslo                   | 8             | Szwecja · Elisabeth Branäs, Eva Rosenhed, Britt-Marie Ericson, Anne-Marie Ericsson                           | Szwajcaria · Nicole Zloczower, Rose Marie Steffen, Ebe Beyeler, Nelly Moser                            | Szkocja · Betty Law, Bea Dodds, Margaret Paterson, Margaret Cadzow                                                                                     |
| 1978 | Szkocja                  | Aviemore               | 9             | Szwecja · Inga Arfwidsson, Barbro Arfwidsson, Ingrid Appelquist, Gunvor Björhäll                             | Szwajcaria · Heidi Neuenschwander, Dorli Broger, Brigitte Kienast, Evi Rüegsegger                      | Szkocja · Isobel Torrance Junior, Marion Armour, Isobel Waddell, Margaret Wiseman                                                                      |
| 1979 | Włochy                   | Varese                 | 9             | Szwajcaria · Gaby Casanova, Betty Bourquin, Linda Thommen, Rosi Manger                                       | Szwecja · Birgitta Törn, Katarina Hultling, Susanne Gynning-Ödling, Gunilla Bergman                    | Szkocja · Beth Lindsay, Ann McKellar, Jeanette Johnston, May Taylor                                                                                    |
| 1980 | Dania                    | Kopenhaga              | 11            | Szwecja · Elisabeth Högström, Carina Olsson, Birgitta Sewik, Karin Sjögren                                   | Norwegia · Ellen Githmark, Trine Trulsen, Ingvill Githmark, Kirsten Vaule                              | RFN · Andrea Schöpp, Elinore Schöpp, Anneliese Diemer, Monika Wagner · Szkocja · Betty Law, Bea Sinclair, Jane Sanderson, Carol Hamilton               |
| 1981 | Szwajcaria               | Grindelwald            | 13            | Szwajcaria · Susan Schlapbach, Irene Bürgi, Ursula Schlapbach, Katrin Peterhans                              | Szwecja · Elisabeth Högström, Katarina Hultling, Birgitta Sewik, Karin Sjögren                         | Dania · Helena Blach, Marianne Jorgensen, Astrid Birnbaum, Malene Krause                                                                               |
| 1982 | Szkocja                  | Kirkcaldy              | 13            | Szwecja · Elisabeth Högström, Katarina Hultling, Birgitta Sewik, Karin Sjögren                               | Włochy · Maria-Grazzia Constantini, Ann Lacedelli, Nella Alvera, Angela Constantini                    | Szwajcaria · Susan Schlapbach, Irene Bürgi, Ursula Schlapbach, Katrin Peterhans                                                                        |
| 1983 | Szwecja                  | Västerås               | 14            | Szwecja · Elisabeth Högström, Katarina Hultling, Birgitta Sewik, Karin Sjögren                               | Norwegia · Trine Trulsen, Dordi Nordby, Hanne Pettersen, Anne Gotteberg                                | Szwajcaria · Erika Müller, Barbara Meyer, Barbara Meier, Cristina Wirz                                                                                 |
| 1984 | Francja                  | Morzine                | 14            | RFN · Almut Hege, Josefine Einsle, Suzanne Koch, Petra Tschetsch                                             | Szwecja · Anette Norberg, Sofie Marmont, Anna Rindeskog, Louise Marmont                                | Szwajcaria · Irene Bürgi, Isabelle Köpfli, Evi Rüegsegger, Brigitte Kienast                                                                            |
| 1985 | Szwajcaria               | Grindelwald            | 14            | Szwajcaria · Jaqueline Landolt, Christine Krieg, Marianne Uhlmann, Silvia Benoit                             | Szkocja · Jeanette Johnston, Catherine Dodds, Marjorie Kidd, Ella Gallanders                           | Norwegia · Trine Trulsen, Dordi Nordby, Hanne Pettersen, Mette Halvorsen                                                                               |
| 1986 | Dania                    | Kopenhaga              | 13            | RFN · Andrea Schöpp, Almut Hege, Monika Wagner, Elinore Schöpp                                               | Szwajcaria · Liliane Raisin, Claude Orizet, Carole Barbey, Beatrice Pochon                             | Dania · Maj-Brit Rejnholdt-Christensen, Jane Bidstrup, Hanne Olsen, Lone Bagge                                                                         |
| 1987 | RFN                      | Oberstdorf             | 13            | RFN · Andrea Schöpp, Almut Hege, Monika Wagner, Suzanne Fink                                                 | Szwecja · Anette Norberg, Sofie Marmont, Anna Rindeskog, Louise Marmont                                | Norwegia · Trine Trulsen, Dordi Nordby, Hanne Pettersen, Mette Halvorsen                                                                               |
| 1988 | Szkocja                  | Perth                  | 12            | Szwecja · Elisabeth Högström, Anette Norberg, Monika Jansson, Marie Henriksson                               | Szkocja · Hazel McGregor, Edith Loudon, Fiona Bayne, Katie Loudon                                      | Szwajcaria · Cristina Lestander, Barbara Meier, Ingrid Thulin, Katrin Peterhans                                                                        |
| 1989 | Szwajcaria               | Engelberg              | 13            | RFN · Andrea Schöpp, Monika Wagner, Christina Haller, Heike Wieländer                                        | Szwajcaria · Marianne Flotron, Daniela Sartori, Esther Christen, Caroline Rück                         | Szwecja · Anette Norberg, Anna Rindeskog, Sofie Marmont, Louise Marmont                                                                                |
| 1990 | Norwegia                 | Lillehammer            | 13            | Norwegia · Dordi Nordby, Hanne Pettersen, Mette Halvorsen, Anne Jotun                                        | Szkocja · Hazel Erskine, Edith Loudon, Katie Loudon, Fiona Bayne                                       | Szwajcaria · Cristina Lestander, Christine Krieg, Nicole Oetliker, Christina Gartenmann                                                                |
| 1991 | Francja                  | Chamonix               | 13            | Niemcy · Andrea Schöpp, Stephanie Mayer, Monika Wagner, Sabine Huth                                          | Norwegia · Trine Trulsen, Ellen Githmark, Ingvill Githmark, Billie Sorum                               | Szwecja · Anette Norberg, Anna Rindeskog, Cathrine Norberg, Helene Granqvist, Ann-Catrin Kjerr                                                         |
| 1992 | Szkocja                  | Perth                  | 15            | Szwecja · Elisabet Johansson, Katarina Nyberg, Louise Marmont, Elisabeth Persson                             | Szkocja · Kirsty Hay, Hazel Erskine, Joanna Pegg, Louise Wilkie                                        | Niemcy · Andrea Schöpp, Monika Wagner, Stephanie Mayer, Christiane Scheibel · Norwegia · Trine Trulsen, Ellen Githmark, Ingvill Githmark, Billie Sorum |
| 1993 | Szwajcaria               | Lukerbad               | 14            | Szwecja · Elisabet Johansson, Katarina Nyberg, Louise Marmont, Elisabeth Persson, Eva Eriksson               | Szwajcaria · Diana Meichtry, Claudia Bärtschi, Nicole Strausak, Jutta Tanner, Graziella Grichting      | Norwegia · Dordi Nordby, Hanne Pettersen, Marianne Aspelin, Cecilie Torhaug                                                                            |
| 1994 | Szwecja                  | Sundsvall              | 17            | Dania · Helena Blach Lavrsen, Dorthe Holm, Margit Pörtner, Helene Jensen, Lisa Richardson                    | Niemcy · Andrea Schöpp, Monika Wagner, Natalie Neßler, Christina Haller, Heike Wieländer               | Norwegia · Dordi Nordby, Hanne Pettersen, Marianne Aspelin, Cecilie Torhaug                                                                            |
| 1995 | Szwajcaria               | Grindelwald            | 16            | Niemcy · Andrea Schöpp, Monika Wagner, Natalie Neßler, Carina Meidele, Heike Wieländer                       | Szkocja · Kirsty Hay, Edith Loudon, Karen Addison, Katie Loudon, Claire Milne                          | Szwecja · Elisabet Gustafson, Katarina Nyberg, Louise Marmont, Elisabeth Persson, Elisabeth Hansson                                                    |
| 1996 | Dania                    | Kopenhaga              | 16            | Szwajcaria · Mirjam Ott, Marianne Flotron, Franziska von Känel, Caroline Balz, Annina von Planta             | Szwecja · Elisabet Gustafson, Katarina Nyberg, Louise Marmont, Elisabeth Persson, Margaretha Lindahl   | Niemcy · Andrea Schöpp, Monika Wagner, Natalie Neßler, Carina Meidele, Heike Wieländer                                                                 |
| 1997 | Niemcy                   | Füssen                 | 14            | Szwecja · Elisabet Gustafson, Katarina Nyberg, Louise Marmont, Elisabeth Persson, Margaretha Lindahl         | Dania · Helena Blach Lavrsen, Dorthe Holm, Margit Pörtner, Lisa Richardson, Lene Bidstrup              | Niemcy · Andrea Schöpp, Monika Wagner, Natalie Neßler, Carina Meidele, Heike Wieländer                                                                 |
| 1998 | Szwajcaria               | Flims                  | 14            | Niemcy · Andrea Schöpp, Natalie Neßler, Heike Wieländer, Jane Boake-Cope, Andrea Stock                       | Szkocja · Rhona Martin, Gail McMillan, Mairi Herd, Janice Watt, Claire Milne                           | Dania · Helena Blach Lavrsen, Dorthe Holm, Trine Qvist, Lisa Richardson, Jeanett Syngre                                                                |
| 1999 | Francja                  | Chamonix               | 14            | Norwegia · Dordi Nordby, Hanne Woods, Marianne Aspelin, Cecilie Torhaug                                      | Szwecja · Margaretha Lindahl, Ulrika Bergman, Anna Bergström, Maria Zackrisson, Maria Engholm          | Szwajcaria · Luzia Ebnöther, Nicole Strausak, Tanya Frei, Nadia Raspe, Laurence Bidaud                                                                 |
| 2000 | Niemcy                   | Oberstdorf             | 13            | Szwecja · Elisabet Gustafson, Katarina Nyberg, Louise Marmont, Elisabeth Persson, Christina Bertrup          | Norwegia · Dordi Nordby, Hanne Woods, Kristin Tosse Lovseth, Cecilie Torhaug, Camilla Holth            | Szwajcaria · Nadja Heuer, Carmen Küng, Sybil Bachofen, Vera Heuer, Yvonne Schlunegger                                                                  |
| 2001 | Finlandia                | Vierumäki              | 14            | Szwecja · Anette Norberg, Cathrine Norberg, Eva Lund, Maria Hasselborg, Anna Rindeskog                       | Dania · Lene Bidstrup, Susanne Slotsager, Malene Krause, Avijaja Lund Nielsen, Lisa Richardson         | Szwajcaria · Luzia Ebnöther, Mirjam Ott, Tanya Frei, Nadia Röthlisberger, Laurence Bidaud                                                              |
| 2002 | Szwajcaria               | Grindelwald            | 18            | Szwecja · Anette Norberg, Cathrine Norberg, Eva Lund, Helena Lingham, Maria Hasselborg                       | Dania · Dorthe Holm, Malene Krause, Denise Dupont, Lilian Frohling, Madeleine Dupont                   | Norwegia · Dordi Nordby, Hanne Woods, Marianne Haslum, Camilla Holth, Marianne Rorvik                                                                  |
| 2003 | Włochy                   | Courmayeur             | 19            | Szwecja · Anette Norberg, Eva Lund, Cathrine Norberg, Anna Bergström, Maria Prytz                            | Szwajcaria · Luzia Ebnöther, Carmen Küng, Tanya Frei, Nadia Röthlisberger, Laurence Bidaud             | Dania · Dorthe Holm, Malene Krause, Denise Dupont, Camilla Hansen, Lisa Richardson                                                                     |
| 2004 | Bułgaria                 | Sofia                  | 22            | Szwecja · Anette Norberg, Eva Lund, Cathrine Norberg, Anna Bergström, Ulrika Bergman                         | Szwajcaria · Mirjam Ott, Binia Beeli, Brigitte Schori, Michele Knobel, Valeria Spälty                  | Norwegia · Dordi Nordby, Linn Githmark, Marianne Haslum, Camilla Holth, Marianne Rorvik                                                                |
| 2005 | Niemcy                   | Garmisch-Partenkirchen | 25            | Szwecja · Anette Norberg, Eva Lund, Cathrine Lindahl, Anna Bergström, Ulrika Bergman                         | Szwajcaria · Mirjam Ott, Binia Beeli, Valeria Spälty, Michele Knobel, Manuela Kormann                  | Dania · Dorthe Holm, Denise Dupont, Lene Nielsen, Malene Krause, Maria Poulsen                                                                         |
| 2006 | Szwajcaria               | Bazylea                | 22            | Rosja · Ludmiła Priwiwkowa, Olga Żarkowa, Nkeirouka Ezekh, Jekaterina Gałkina, Margarita Fomina              | Włochy · Diana Gaspari, Giulia Lacedelli, Elettra de Col, Violetta Caldart, Giorgia Apollonio          | Szwajcaria · Mirjam Ott, Binia Beeli, Valeria Spälty, Janine Greiner, Manuela Kormann                                                                  |
| 2007 | Niemcy                   | Füssen                 | 23            | Szwecja · Anette Norberg, Eva Lund, Cathrine Lindahl, Anna Svärd, Maria Prytz                                | Szkocja · Kelly Wood, Jackie Lockhart, Lorna Vevers, Lindsay Wood, Karen Addison                       | Dania · Lene Nielsen, Helle Simonsen, Camilla Jörgensen, Maria Poulsen, Jeanne Ellegaard                                                               |
| 2008 | Szwecja                  | Örnsköldsvik           | 21            | Szwajcaria · Mirjam Ott, Carmen Schäfer, Valeria Spälty, Janine Greiner, Carmen Küng                         | Szwecja · Anette Norberg, Eva Lund, Cathrine Lindahl, Anna Svärd, Kajsa Bergström                      | Dania · Madeleine Dupont, Denise Dupont, Angelina Jensen, Camilla Jensen, Ane Haakansson Hansen                                                        |
| 2009 | Szkocja                  | Aberdeen               | 21            | Niemcy · Andrea Schöpp, Melanie Robillard, Monika Wagner, Corinna Scholz, Stella Heiss                       | Szwajcaria · Mirjam Ott, Carmen Schäfer, Carmen Küng, Janine Greiner, Binia Feltscher-Beeli            | Dania · Madeleine Dupont, Denise Dupont, Angelina Jensen, Camilla Jensen, Ane Hansen                                                                   |
| 2010 | Szwajcaria               | Champéry               | 23            | Szwecja · Stina Viktorsson, Christina Bertrup, Maria Wennerström, Margaretha Sigfridsson, Agnes Knochenhauer | Szkocja · Eve Muirhead, Kelly Wood, Lorna Vevers, Annie Laird, Anna Sloan                              | Szwajcaria · Mirjam Ott, Carmen Schäfer, Carmen Küng, Janine Greiner, Irene Schori                                                                     |
| 2011 | Rosja                    | Moskwa                 | 28            | Szkocja · Eve Muirhead, Anna Sloan, Vicki Adams, Claire Hamilton, Kay Adams                                  | Szwecja · Maria Prytz, Christina Bertrup, Maria Wennerström, Margaretha Sigfridsson, Sabina Kraupp     | Rosja · Anna Sidorowa, Ludmiła Priwiwkowa, Margarita Fomina, Ekaterina Gałkina, Nkeiruka Ezekh                                                         |
| 2012 | Szwecja                  | Karlstad               | 24            | Rosja · Anna Sidorowa, Ludmiła Priwiwkowa, Margarita Fomina, Jekatierina Gałkina, Nkeiruka Ezekh             | Szkocja · Eve Muirhead, Anna Sloan, Vicki Adams, Claire Hamilton, Sarah Reid                           | Szwecja · Maria Prytz, Christina Bertrup, Maria Wennerström, Margaretha Sigfridsson, Agnes Knochenhauer                                                |
| 2013 | Norwegia                 | Stavanger              | 22            | Szwecja · Maria Prytz, Christina Bertrup, Maria Wennerström, Margaretha Sigfridsson, Agnes Knochenhauer      | Szkocja · Eve Muirhead, Anna Sloan, Vicki Adams, Claire Hamilton, Lauren Gray                          | Szwajcaria · Mirjam Ott, Carmen Schäfer, Carmen Küng, Janine Greiner, Alina Pätz                                                                       |
| 2014 | Szwajcaria               | Champéry               | 25            | Szwajcaria · Binia Feltscher, Irene Schori, Franziska Kaufmann, Christine Urech, Carole Howald               | Rosja · Anna Sidorowa, Margarita Fomina, Aleksandra Saitowa, Ekaterina Gałkina, Nkeiruka Ezekh         | Szkocja · Eve Muirhead, Anna Sloan, Vicki Adams, Sarah Reid, Lauren Gray                                                                               |
| 2015 | Dania                    | Esbjerg                | 26            | Rosja · Anna Sidorowa, Margarita Fomina, Aleksandra Raewa, Alina Kowalowa, Nkeiruka Ezech                    | Szkocja · Eve Muirhead, Anna Sloan, Vicki Adams, Sarah Reid, Rachel Hannen                             | Finlandia · Oona Kauste, Milja Hellsten, Maija Salmiovirta, Marjo Hippi, Jenni Räsänen                                                                 |
| 2016 | Szkocja                  | Renfrewshire           | 26            | Rosja · Wiktoria Mojseewa, Uliana Wasiljewa, Galina Arsenkina, Julia Guziewa, Julia Portunowa                | Szwecja · Anna Hasselborg, Sara McManus, Agnes Knochenhauer, Sofia Mabergs, Maria Prytz                | Szkocja · Eve Muirhead, Anna Sloan, Vicki Adams, Lauren Gray, Kelly Schafer                                                                            |
| 2017 | Szwajcaria               | St. Gallen             | 26            | Szkocja · Eve Muirhead, Anna Sloan, Vicki Adams, Lauren Gray, Kelly Schafer                                  | Szwecja · Anna Hasselborg, Sara McManus, Agnes Knochenhauer, Sofia Mabergs, Jennie Wahlin              | Włochy · Diana Gaspari, Veronica Zappone, Stefania Constantini, Angela Romei, Chiara Olivieri                                                          |
| 2018 | Estonia                  | Tallinn                | 24            | Szwecja Anna Hasselborg, Sara McManus, Agnes Knochenhauer, Sofia Mabergs, Johanna Heldin                     | Szwajcaria Alina Pätz, Silvana Tirinzoni, Esther Neuenschwander, Melanie Barbezat, Marisa Winkelhausen | Niemcy Daniela Jentsch, Emira Abbes, Analena Jentsch, Klara-Hermine Fomm, Lena Kapp                                                                    |
| 2019 | Szwecja                  | Helsingborg            | 26            | Szwecja Anna Hasselborg, Sara McManus, Agnes Knochenhauer, Sofia Mabergs, Johanna Heldin                     | Szkocja · Eve Muirhead, Lauren Gray, Jennifer Dodds, Vicky Wright, Sophie Sinclair                     | Szwajcaria Alina Pätz, Silvana Tirinzoni, Esther Neuenschwander, Melanie Barbezat                                                                      |
| 2020 | Norwegia                 | Lillehammer            | 26            | Mistrzostwa zostały odwołane z powodu pandemii COVID-19.                                                     | Mistrzostwa zostały odwołane z powodu pandemii COVID-19.                                               | Mistrzostwa zostały odwołane z powodu pandemii COVID-19.                                                                                               |
| 2021 | Norwegia                 | Lillehammer            | 26            | | | |

### Klasyfikacja medalowa
| Kraj         | Złoto | Srebro | Brąz | Razem |
| ------------ | ----- | ------ | ---- | ----- |
| Szwecja      | 21    | 11     | 4    | 36    |
| RFN / Niemcy | 8     | 1      | 5    | 14    |
| Szwajcaria   | 6     | 10     | 13   | 29    |
| Rosja        | 4     | 1      | 1    | 6     |
| Szkocja      | 3     | 12     | 7    | 21    |
| Norwegia     | 2     | 4      | 7    | 13    |
| Dania        | 1     | 3      | 8    | 12    |
| Włochy       | –     | 2      | 1    | 3     |
| Francja      | –     | 1      | –    | 1     |
| Anglia       | –     | –      | 1    | 1     |
| Finlandia    | –     | –      | 1    | 1     |

## Mężczyźni

### Wyniki
| Rok  | Kraj                     | Miasto                 | Liczba drużyn | Złoto                                                                                            | Srebro                                                                                              | Brąz |
| ---- | ------------------------ | ---------------------- | ------------- | ------------------------------------------------------------------------------------------------ | --------------------------------------------------------------------------------------------------- | --- |
| 1975 | Francja                  | Megève                 | 8             | Norwegia · Knut Bjaanaes, Sven Kroken, Helmer Strombo, Kjell Ulrichsen                           | Szwecja · Kjell Oscarius, Bengt Oscarius, Tom Schaeffer, Claes-Göran Carlman                        | Szkocja · Ken Marwick, Robert Smellie, John Smith, John Dickson                                                                                       |
| 1976 | RFN (formalny gospodarz) | Berlin Zachodni        | 9             | Szwajcaria · Peter Attinger Junior, Bernhard Attinger, Mattias Neuenschwander, Ruedi Attinger    | Norwegia · Kristian Sørum, Morten Sørum, Gunnar Meland, Gunnar Sigstadso                            | Szkocja · Jim Steele, Lockhart Steele, Ian Fairbairn, Jon Veitch · Szwecja · Jens Hakansson, Thomas Hakansson, Per Lindeman, Lars Lindgren            |
| 1977 | Norwegia                 | Oslo                   | 10            | Szwecja · Ragnar Kamp, Björn Rudström, Hakan Rudström, Christer Martensson                       | Szkocja · Ken Horton, Willie Jamieson, Keith Douglas, Richard Harding                               | RFN · Hans Jörg Herberg, Sigi Heinle, Wolfgang Metzeler, Franz Schmidt                                                                                |
| 1978 | Szkocja                  | Aviemore               | 10            | Szwajcaria · Jürg Tanner, Jürg Hornisberger, Franz Tanner, Patrik Lörtscher                      | Szwecja · Anders Thidholm, Hans Söderström, Anders Nilsson, Bertil Timan                            | Dania · Tommy Stjerne, Oluf Olsen, Steen Hansen, Peter Andersen                                                                                       |
| 1979 | Włochy                   | Varese                 | 11            | Szkocja · Jimmy Waddell, Willie Frame, Jim Forrest, George Bryan                                 | Szwecja · Jan Ullsten, Anders Thidholm, Anders Nilsson, Hans Söderström, Bertil Timan               | Włochy · Giuseppe Dal Molin, Andrea Pavani, Giancarlo Valt, Enea Pavani · Norwegia · Kristian Sørum, Eigil Ramsfjell, Gunnar Meland, Harald Ramsfjell |
| 1980 | Dania                    | Kopenhaga              | 12            | Szkocja · Barton Henderson, Greig Henderson, Bill Henderson, Alistair Sinclair                   | Norwegia · Kristian Sørum, Eigil Ramsfjell, Gunnar Meland, Dagfinn Loen                             | Szwecja · Anders Eriksson, Lars (II) Eriksson, Ulf Sundström, Hakan Svernell                                                                          |
| 1981 | Szwajcaria               | Grindelwald            | 14            | Szwajcaria · Jürg Tanner, Jürg Hornisberger, Patrik Lörtscher, Franz Tanner                      | Szwecja · Göran Roxin, Björn Rudström, Hakan Rudström, Christer Martensson, Hans Timan              | Dania · Per Berg, Gert Larsen, Jan Hansen, Michael Harry                                                                                              |
| 1982 | Szkocja                  | Kirkcaldy              | 14            | Szkocja · Mike Hay, David Hay, David Smith, Russell Keiller                                      | RFN · Keith Wendorf, Hans Dieter Kiesel, Sven Saile, Heiner Martin                                  | Szwajcaria · Jürg Tanner, Jürg Hornisberger, Patrik Lörtscher, Franz Tanner                                                                           |
| 1983 | Szwecja                  | Västerås               | 14            | Szwajcaria · Amédéé Biner, Walter Bielser, Alex Aufdenblatten, Alfred Paci                       | Norwegia · Kristian Sørum, Morten Sogaard, Dagfinn Loen, Morten Skaug                               | Szkocja · Mike Hay, David Hay, David Smith, Russell Keiller                                                                                           |
| 1984 | Francja                  | Morzine                | 14            | Szwajcaria · Peter Attinger Junior, Bernhard Attinger, Werner Attinger, Kurt Attinger            | Szkocja · Peter Wilson, Norman Brown, Hugh Aitken, Roger McIntyre                                   | Norwegia · Kristian Sørum, Morten Sogaard, Dagfinn Loen, Morten Skaug                                                                                 |
| 1985 | Szwajcaria               | Grindelwald            | 14            | RFN · Rodger Gustaf Schmidt, Wolfgang Burba, Johnny Jahr, Hans-Joachim Burba                     | Szwecja · Connie Östlund, Per Lindeman, Bo Andersson, Göran Aberg                                   | Norwegia · Eigil Ramsfjell, Sjur Loen, Gunnar Meland, Morten Skaug                                                                                    |
| 1986 | Dania                    | Kopenhaga              | 13            | Szwajcaria · Felix Luchsinger, Thomas Grendelmeier, Daniel Steiff, Fritz Luchsinger              | Szwecja · Göran Roxin, Claes Roxin, Björn Roxin, Lars-Eric Roxin, Anders Ehrling                    | Norwegia · Tormod Andreassen, Flemming Davanger, Stig-Arne Gunnestad, Kjell Berg                                                                      |
| 1987 | RFN                      | Oberstdorf             | 14            | Szwecja · Thomas Norgren, Jan Strandlund, Lars Strandqvist, Lars Engblom, Olle Hakansson         | Norwegia · Eigil Ramsfjell, Sjur Loen, Morten Sogaard, Bo Bakke                                     | Szwajcaria · Dieter Wüest, Jens Piesbergen, Nick Gartermann, Simon Roth                                                                               |
| 1988 | Szkocja                  | Perth                  | 14            | Szkocja · David Smith, Mike Hay, Peter Smith, David Hay                                          | Norwegia · Eigil Ramsfjell, Sjur Loen, Morten Sogaard, Dagfinn Loen                                 | Szwajcaria · Bernhard Attinger, Werner Attinger, Martin Zürrer, Marcel Senn                                                                           |
| 1989 | Szwajcaria               | Engelberg              | 14            | Szkocja · Hammy McMillan, Norman Brown, Hugh Aitken, Jim Cannon                                  | Norwegia · Eigil Ramsfjell, Dagfinn Loen, Espen de Lange, Thoralf Hognestad, Bent Aanund Ramsfjell  | RFN · Keith Wendorf, Sven Saile, Cristoph Moeckel, Uwe Saile                                                                                          |
| 1990 | Norwegia                 | Lillehammer            | 14            | Szwecja · Mikael Hasselborg, Hans Nordin, Lars Vaagberg, Stefan Hasselborg                       | Szkocja · Robin Gray, Kenneth Knox, Kerr Graham, William Hogg                                       | Norwegia · Eigil Ramsfjell, Sjur Loen, Morten Skaug, Niclas Järund                                                                                    |
| 1991 | Francja                  | Chamonix               | 17            | Niemcy · Roland Jentsch, Uli Sutor, Charlie Kapp, Alexander Huchel, Ulrich Kapp                  | Szkocja · David Smith, Graeme Connal, Peter Smith, David Hay                                        | Szwajcaria · Daniel Model, Mario Flückiger, Michael Lips, Thomas Lips, Marc Brügger                                                                   |
| 1992 | Szkocja                  | Perth                  | 19            | Niemcy · Andreas Kapp, Ulrich Kapp, Michael Schäffer, Oliver Axnick, Holger Höhne                | Szwecja · Per Carlsén, Henrik Holmberg, Tommy Olin, Olle Hakansson, Mikael Norberg                  | Szkocja · David Smith, Graeme Connal, Peter Smith, David Hay, Gordon Muirhead · Szwajcaria · Urs Dick, Jürg Dick, Robert Hürlimann, Peter Däppen      |
| 1993 | Szwajcaria               | Lukerbad               | 18            | Norwegia · Eigil Ramsfjell, Sjur Loen, Dagfinn Loen, Niclas Järund, Espen de Lange               | Dania · Tommy Stjerne, Per Berg, Peter Andersen, Ivan Frederiksen, Anders Soderblom                 | Szwajcaria · Markus Eggler, Dominic Andres, Björn Schröder, Stefan Hofer, Andreas Schwaller                                                           |
| 1994 | Szwecja                  | Sundsvall              | 19            | Szkocja · Hammy McMillan, Norman Brown, Mike Hay, Roger McIntyre, Gordon Muirhead                | Szwajcaria · Hansjörg Lips, Stefan Luder, Peter Lips, Rico Simen, Björn Schröder                    | Szwecja · Mikael Hasselborg, Hans Nordin, Lars Vaagberg, Stefan Hasselborg, Lars-Ake Nordström                                                        |
| 1995 | Szwajcaria               | Grindelwald            | 19            | Szkocja · Hammy McMillan, Norman Brown, Mike Hay, Roger McIntyre, Brian Binnie                   | Szwajcaria · André Flotron, Jens Piesbergen, Peter Grendelmeier, Guido Tischhauser, Martin Stoll    | Norwegia · Eigil Ramsfjell, Jan Thoresen, Tore Torvbraten, Anthon Grimsmo, Sjur Loen                                                                  |
| 1996 | Dania                    | Kopenhaga              | 18            | Szkocja · Hammy McMillan, Norman Brown, Mike Hay, Brian Binnie, Peter Loudon                     | Szwecja · Lars-Ake Nordström, Jan Strandlund, Örjan Jonsson, Owe Ljungdahl, Hans Nordin             | Szwajcaria · Felix Luchsinger, Werner Attinger, Markus Foitek, Markus Luchsinger, Thomas Grendelmeier                                                 |
| 1997 | Niemcy                   | Füssen                 | 17            | Niemcy · Andreas Kapp, Ulrich Kapp, Oliver Axnick, Holger Höhne, Michael Schäffer                | Dania · Ulrik Schmidt, Lasse Lavrsen, Brian Hansen, Carsten Svensgaard                              | Szkocja · Douglas Dryburgh, Peter Wilson, Philip Wilson, Ronnie Napier, James Dryburgh                                                                |
| 1998 | Szwajcaria               | Flims                  | 17            | Szwecja · Peja Lindholm, Tomas Nordin, Magnus Swartling, Peter Narup, Joakim Carlsson            | Szkocja · Gordon Muirhead, David Smith, Peter Smith, David Hay, John Muir                           | Norwegia · Tormod Andreassen, Niclas Järund, Stig-Arne Gunnestad, Kjell Berg, Stig Hoiberg                                                            |
| 1999 | Francja                  | Chamonix               | 16            | Szkocja · Hammy McMillan, Warwick Smith, Ewan MacDonald, Peter Loudon, James Dryburgh            | Dania · Ulrik Schmidt, Lasse Lavrsen, Brian Hansen, Carsten Svensgaard, Bo Jensen                   | Finlandia · Markku Uusipaavalniemi, Wille Mäkelä, Tommi Häti, Jari Laukkanen, Raimo Lind                                                              |
| 2000 | Niemcy                   | Oberstdorf             | 18            | Finlandia · Markku Uusipaavalniemi, Wille Mäkelä, Tommi Häti, Jari Laukkanen, Pekka Saarelainen  | Dania · Ulrik Schmidt, Lasse Lavrsen, Brian Hansen, Carsten Svensgaard, Frants Gufler               | Szwecja · Peja Lindholm, Tomas Nordin, Magnus Swartling, Peter Narup, Anders Kraupp                                                                   |
| 2001 | Finlandia                | Vierumäki              | 18            | Szwecja · Peja Lindholm, Tomas Nordin, Magnus Swartling, Peter Narup, Anders Kraupp              | Szwajcaria · Andreas Schwaller, Christof Schwaller, Markus Eggler, Damian Grichting, Marco Ramstein | Finlandia · Markku Uusipaavalniemi, Wille Mäkelä, Tommi Häti, Jari Laukkanen, Pekka Saarelainen                                                       |
| 2002 | Szwajcaria               | Grindelwald            | 21            | Niemcy · Sebastian Stock, Daniel Herberg, Stephan Knoll, Markus Messenzehl, Patrick Hoffman      | Szwecja · Peja Lindholm, Tomas Nordin, Magnus Swartling, Peter Narup, Anders Kraupp                 | Norwegia · Thomas Ulsrud, Torger Nergård, Thomas Due, Johan Hostmalingen, Thomas Løvold                                                               |
| 2003 | Włochy                   | Courmayeur             | 23            | Szkocja · David Murdoch, Craig Wilson, Neil Murdoch, Euan Byers, Ronald Brewster                 | Szwecja · Peja Lindholm, Tomas Nordin, Magnus Swartling, Peter Narup, Anders Kraupp                 | Dania · Ulrik Schmidt, Lasse Lavrsen, Carsten Svensgaard, Joel Ostrowski, Torkil Svensgaard                                                           |
| 2004 | Bułgaria                 | Sofia                  | 28            | Niemcy · Sebastian Stock, Daniel Herberg, Stephan Knoll, Markus Messenzehl, Patrick Hoffman      | Szwecja · Peja Lindholm, Tomas Nordin, Magnus Swartling, Peter Narup, Anders Kraupp                 | Norwegia · Pål Trulsen, Lars Vaagberg, Flemming Davanger, Bent Aanund Ramsfjell, Niels Siggaard Andersen                                              |
| 2005 | Niemcy                   | Garmisch-Partenkirchen | 29            | Norwegia · Pål Trulsen, Lars Vaagberg, Flemming Davanger, Bent Aanund Ramsfjell, Torger Nergård  | Szwecja · Peja Lindholm, Tomas Nordin, Magnus Swartling, Peter Narup, Anders Kraupp                 | Szkocja · David Murdoch, Craig Wilson, Ewan MacDonald, Euan Byers, Warwick Smith                                                                      |
| 2006 | Szwajcaria               | Bazylea                | 30            | Szwajcaria · Andreas Schwaller, Ralph Stöckli, Thomas Lips, Damian Grichting, Andreas Hänni      | Szkocja · David Murdoch, Ewan MacDonald, Peter Smith, Euan Byers, David Hay                         | Szwecja · Per Carlsén, Mikael Norberg, Rickard Hallström, Fredrik Hallström, Nils Carlsen                                                             |
| 2007 | Niemcy                   | Füssen                 | 32            | Szkocja · David Murdoch, Graeme Connal, Peter Smith, Euan Bayers, David Hay                      | Norwegia · Thomas Ulsrud, Torger Nergård, Christoffer Svae, Havard Vad Petersson, Thomas Due        | Dania · Johnny Frederiksen, Lars Vilandt, Bo Jensen, Kenneth Hesrtsdahl, Mikkel Poulsen                                                               |
| 2008 | Szwecja                  | Örnsköldsvik           | 28            | Szkocja · David Murdoch, Ewan MacDonald, Peter Smith, Euan Bayers, Graeme Connal                 | Norwegia · Thomas Ulsrud, Torger Nergård, Christoffer Svae, Håvard Vad Petersson, Thomas Due        | Niemcy · Andreas Kapp, Ulrich Kapp, Andreas Lang, Holger Höhne, Andreas Kempf                                                                         |
| 2009 | Szkocja                  | Aberdeen               | 30            | Szwecja · Niklas Edin, Sebastian Kraupp, Fredrik Lindberg, Viktor Kjäll, Oskar Eriksson          | Szwajcaria · Ralph Stöckli, Jan Hauser, Markus Eggler, Simon Strübin, Toni Müller                   | Norwegia · Thomas Ulsrud, Torger Nergård, Christoffer Svae, Håvard Vad Petersson, Thomas Løvold                                                       |
| 2010 | Szwajcaria               | Champéry               | 31            | Norwegia · Thomas Ulsrud, Torger Nergård, Christoffer Svae, Håvard Vad Petersson, Markus Høiberg | Dania · Rasmus Stjerne, Mikkel Krause, Mikkel Poulsen, Troels Harry, Johnny Frederiksen             | Szwajcaria · Christof Schwaller, Marco Ramstein, Robert Hürlimann, Urs Eichhorn, Toni Müller                                                          |
| 2011 | Rosja                    | Moskwa                 | 33            | Norwegia · Thomas Ulsrud, Torger Nergård, Christoffer Svae, Håvard Vad Petersson, Thomas Løvold  | Szwecja · Niklas Edin, Sebastian Kraupp, Fredrik Lindberg, Viktor Kjäll, Oskar Eriksson             | Dania · Rasmus Stjerne, Johnny Frederiksen, Mikkel Poulsen, Troels Harry, Lars Vilandt                                                                |
| 2012 | Szwecja                  | Karlstad               | 31            | Szwecja · Niklas Edin, Sebastian Kraupp, Fredrik Lindberg, Viktor Kjäll, Oskar Eriksson          | Norwegia · Thomas Ulsrud, Torger Nergård, Christoffer Svae, Håvard Vad Petersson, Thomas Løvold     | Jiří Snítil, Martin Snítil, Jakub Bares, Jindřich Kitzberger, Marek Vydra                                                                             |
| 2013 | Norwegia                 | Stavanger              | 32            | Szwajcaria · Sven Michel, Claudio Pätz, Sandro Trolliet, Simon Gempeler, Benoît Schwarz          | Norwegia · Thomas Ulsrud, Torger Nergård, Christoffer Svae, Håvard Vad Petersson, Markus Høiberg    | Szkocja · David Murdoch, Tom Brewster, Greg Drummond, Scott Andrews, Michael Goodfellow                                                               |
| 2014 | Szwajcaria               | Champéry               | 33            | Szwecja · Niklas Edin, Oskar Eriksson, Kristian Lindström, Christoffer Sundgren, Henrik Leek     | Norwegia · Thomas Ulsrud, Torger Nergård, Christoffer Svae, Håvard Vad Petersson, Sander Rølvåg     | Szwajcaria · Sven Michel, Florian Meister, Simon Gempeler, Stefan Meienberg, Marc Pfister                                                             |
| 2015 | Dania                    | Esbjerg                | 35            | Szwecja · Niklas Edin, Oskar Eriksson, Kristian Lindström, Christoffer Sundgren, Henrik Leek     | Szwajcaria · Benoît Schwarz, Claudio Pätz, Peter de Cruz, Valentin Tanner, Michael Probst           | Norwegia · Thomas Ulsrud, Torger Nergård, Christoffer Svae, Håvard Vad Petersson, Sander Rølvåg                                                       |
| 2016 | Szkocja                  | Renfrewshire           | 35            | Szwecja · Niklas Edin, Oskar Eriksson, Rasmus Wranå, Christoffer Sundgren, Henrik Leek           | Norwegia · Thomas Ulsrud, Torger Nergård, Christoffer Svae, Håvard Vad Petersson, Sander Rølvåg     | Szwajcaria · Benoît Schwarz, Claudio Pätz, Peter de Cruz, Valentin Tanner, Reto Gribi                                                                 |
| 2017 | Szwajcaria               | St. Gallen             | 33            | Szwecja · Niklas Edin, Oskar Eriksson, Rasmus Wranå, Christoffer Sundgren, Henrik Leek           | Szkocja · Kyle Smith, Thomas Muirhead, Kyle Waddell, Cameron Smith, Glen Muirhead                   | Szwajcaria · Benoît Schwarz, Claudio Pätz, Peter de Cruz, Valentin Tanner, Dominik Marki                                                              |
| 2018 | Estonia                  | Tallinn                | 32            | Szkocja · Bruce Mouat, Grant Hardie, Bobby Lammie, Hammy McMillan Jr., Ross Whyte                | Szwecja · Niklas Edin, Oskar Eriksson, Rasmus Wranå, Christoffer Sundgren, Daniel Magnusson         | Włochy · Joël Retornaz, Amos Mosaner, Sebastiano Arman, Simone Gonin, Fabio Ribotta                                                                   |
| 2019 | Szwecja                  | Helsingborg            | 26            | Szwecja · Niklas Edin, Oskar Eriksson, Rasmus Wranå, Christoffer Sundgren, Daniel Magnusson      | Szwajcaria · Yannick Schwaller, Michael Brunner, Romano Meier, Marcel Käufeler, Lucien Lottenbach   | Szkocja · Ross Paterson, Kyle Waddell, Duncan Menzies, Michael Goodfellow, Craig Waddell                                                              |
| 2020 | Norwegia                 | Lillehammer            | 26            | Mistrzostwa zostały odwołane z powodu pandemii COVID-19.                                         | Mistrzostwa zostały odwołane z powodu pandemii COVID-19.                                            | Mistrzostwa zostały odwołane z powodu pandemii COVID-19.                                                                                              |
| 2021 | Norwegia                 | Lillehammer            | 26            |                                                                                                  | | |

### Klasyfikacja medalowa
| Kraj         | Złoto | Srebro | Brąz | Razem |
| ------------ | ----- | ------ | ---- | ----- |
| Szkocja      | 13    | 7      | 8    | 28    |
| Szwecja      | 12    | 14     | 5    | 31    |
| Szwajcaria   | 8     | 6      | 11   | 25    |
| RFN / Niemcy | 6     | 1      | 3    | 10    |
| Norwegia     | 5     | 12     | 11   | 28    |
| Finlandia    | 1     | –      | 2    | 3     |
| Dania        | –     | 5      | 5    | 10    |
| Włochy       | –     | –      | 2    | 2     |
| Czechy       | –     | –      | 1    | 1     |